# Zubr A80
Le Żubr A-80 est le premier camion du constructeur polonais Jelczańskie Zakłady Samochodowe distribué sous la marque JELCZ implanté à Jelcz-Laskowice entre 1960 et 1968.
Le simple observateur remarquera la ressemblance troublante avec la cabine du Fiat 680 de 1949 et dont la production s'est arrêtée en 1952 et celle du Zubr 80. Les plis de la tôle sur la face avant et les portières, la position des phares et clignotants, la trappe couvrant le bouchon du radiateur au dessus de la calandre à barres horizontales ainsi que les essuie-glaces fixés au dessus des deux demi parebrises...

## Histoire

### Le contexte historique
Après la Seconde Guerre mondiale, la Pologne est un pays (directement ou indirectement) sous administration soviétique. La direction du parti a décidé de créer le Bureau Central Automotive Design pour répondre aux besoins de transport du pays. Ce bureau était chargé de concevoir les modèles de véhicules qui seraient ensuite fabriqués dans les usines du pays.
La première usine de voitures crée en Pologne l'avait été par le constructeur italien Fiat en 1931. Ce n'est qu'en 1949 que le constructeur de camions Fabryka Samochodów Ciężarowych „Star” a créé une usine à Starachowice. Le premier prototype de camion Star 20 a été présenté le 15 décembre 1948.
Le trafic automobile de l'après-guerre en Pologne était constitué essentiellement de camions de faible capacité, 2 à 4 tonnes comme le FSC Lublin-51, les soviétiques ZIS, ZIŁ et GAZ, les Tchécoslovaques Skoda, Tatra et les véhicules résidus de guerre.
La société Jelczańskie Zakłady Samochodowe a commencé son activité en 1952 avec un atelier de réparation de camions et de carrosserie ainsi que la fabrication d'outillages et équipements pour atelier.
C'est en 1952 que le Bureau central du parti à Varsovie décide de construire un camion disposant d'une charge utile de 8 tonnes. La conception du châssis, gérée par l'ingénieur Witold Kończykowski, s'est terminée en octobre 1952 mais à la fin de 1952, le bureau et les salariés sont transférés à Jelcz-Laskowice.
En fait, 3 études parallèles avaient été lancées : le camion A-01 avec une charge utile de 7 tonnes en version 4x4, le camion A-02 avec une charge utile de 7 tonnes en version 4x2 et un châssis surbaissé avec un empattement allongé.
En parallèle, l'équipe du constructeur PZL dirigée par l'ingénieur Edward Lotha conçoit le moteur S-56 qui a reçu une approbation en avril 1953 et a été certifié entre la fin d'année 1954 et début 1955.
Au cours de l'été 1955, les premiers tests du prototype du camion complet commencent. La production du véhicule débute en 1960. Le "Żubr C-90", un tracteur capable de tirer une semi-remorque de 16 tonnes est lancé peu après.
À cette époque, une répartition de la production polonaise de camions entre Jelcz, censé produire les camions lourds et Star les camions moyens et légers est décrétée par les autorités.

## Le camion Żubr A-80
(En polonais, Żubr signifie bison.)
En 1960, la production du Żubr A-80 débute mais les utilisateurs se plaignent très vite du manque de puissance du moteur et du manque de fiabilité du pont arrière. Les ingénieurs développent en urgence un nouveau moteur, le S-560 qui viendra remplacer le S-56 avec de profondes modifications du système de refroidissement, de la boîte de vitesses et de l'essieu arrière. Les jantes de 22 pouces sont aussi remplacées par des  20 pouces. Mais par suite du manque de fiabilité des moteurs polonais, les moteurs hongrois Rába les ont remplacés.
En 1961, une première étude de faisabilité pour un successeur au Żubr A-80, le Żubr II a été lancée.
La production en série s'est arrêtée en 1968 après moins de 7.000 exemplaires fabriqués et laissa la place au Jelcz 315.

Le Żubr A-80 a d'abord été équipé du moteur polonais S-56 de 9.935 cm³, spécialement développé pour ce type de véhicule. La faible puissance et les pannes très fréquentes ont obligé le constructeur du moteur PZL a fabriquer en urgence le S-560 de 10.030 cm³ développant 125 kW / 170 ch.
La vitesse maximale de la première série était de 75 km/h et la consommation de carburant de 25 l/100 km. Avec le nouveau moteur, la vitesse passa à 80 km/h et la consommation à 23 l/100 km.
La première série était dotée d'une cabine entièrement métallique, une copie très stricte de celle du Fiat 680 de 1949. Les portières ouvraient contre le vent et dotées de vitres coulissantes. Dans la seconde série, il n'y avait toujours pas de système de chauffage de l'habitacle  mais un volet près du moteur pouvait être ouvert pour laisser entrer la chaleur dégagée par le moteur.